# بوراتینو

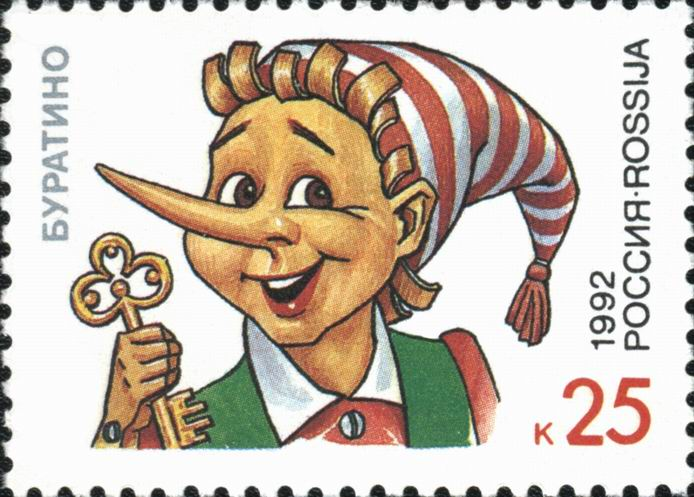
تمبری روسی با طرحی از بوراتینو

بوراتینو (روسی: Буратино) شخصیت اصلی کتاب کلید طلایی، یا ماجراهای بوراتینو (۱۹۳۶) اثر آلکسی نیکولایویچ تولستوی است. بوراتینو، که اساسش رمان ۱۸۸۳ ماجراهای پینوکیو اثر کارلو کولودی است، ریشه از شخصیتی در کمدی هنرمندان می‌گیرد. نام بوراتینو از واژه‌ای ایتالیایی مشتق شده که به معنای عروسک چوبی‌ست. این کتاب در ۱۹۳۶ منتشر شد و بوراتینو سریعاً به محبوبیت وسیعی بین کودکان اتحاد شوروی دست یافت که تاکنون باقی مانده‌است. فیلم‌های متعددی از این داستان تاکنون ساخته شده‌است.

## شرح ماجرا
بوراتیو هم مانند پینوکیو یک عروسک چوبی دماغ دراز است. بنا بر این داستان، او را پدر کارلو از یک تنه درخت ساخت و ناگهان زنده شد. بوراتینو پس از ایجاد شدن، به دلیل نجاری ناشیانه پدر کارلو دماغ دراز از آب در آمد. پدر کارلو سعی کرد کوتاهش کند ولی بوراتیو مقاومت کرد.
پدر کارلو تنها ژاکت خوبش را می‌فروشد تا برای او کتاب درسی بخرد و روانه مدرسه اش کند. به هر روی، حواس پسر با دیدن تبلیع یک نمایش عروسکی و کتاب‌های درسیش را می‌فروشد تا بلیط نمایش را بخرد. او در آنجا با دیگر عروسکها دوست می‌شود ولی کاراباس باراباس، صاحب عروسک شرور، می‌خواهد او را به دلیل اخلال در نمایش از بین ببرد.
کاراباس باراباس بوراتیو را پس از این که می‌فهمد خانه پدر کارلو دری مخفی دارد که او دنبالش می‌گشت رها می‌کند. کلیدی طلایی که زمانی در مالکیت کاراباس بود ولی او گمش کرده بود بازکننده این در مخفی بود. کاراباس بوراتینو را آزاد می‌کند و حتی به او پنج سکه طلا می‌دهد و از او فقط می‌خواهد مواظب خانه پدرش باشد تا جایی نروند.
داستان جلو می‌رود تا بوراتینو و دوستانش دنبال کلید طلایی بگردند و علیه کاراباس شرور و دوستان وفادارش تلاش کنند.